# Харманли (община)
Община Харманли се намира в Южна България и е една от съставните общини на област Хасково.

## География

### Географско положение, граници, големина
Общината е разположена в централната част на област Хасково. С площта си от 694,625 km2 заема 5-о място сред 11-те общини на областта, което съставлява 12,55% от територията на областта. Границите ѝ са следните:
- на североизток – община Тополовград;
- на изток – община Свиленград;
- на югоизток – община Любимец;
- на юг – община Маджарово;
- на югозапад – община Стамболово
- на запад – община Хасково;
- на север – община Симеоновград и община Гълъбово, област Стара Загора.

### Природни ресурси

#### Релеф
Релефът на общината е равнинен и хълмист, като територията ѝ попада в крайните североизточни части на Източните Родопи, долината на река Марица и югозападните склонове на планината Сакар.
Североизточните части на общината (около 1/2 от територията ѝ) се заемат югозападни разклонения на планината Сакар, като на 3 km североизточно от село Дрипчево се намира връх Картала 753,3 m – най-високата точка на общината.
Югозападно от нея, на протежение от около 25 – 26 km, от северозапад на югоизток и ширина 2 – 3 km се простира долината на река Марица. В коритото на реката, източно от село Бисер, на границата с община Любимец се намира най-ниската точка на община Харманли 60 m н.в.
Останалите, западни и южни части на общината се заемат от крайните североизточни ридове на Източните Родопи. Западно и югозападно от град Харманли, между долините на реките Марица на изток, Харманлийска река на север и Бисерска река на юг са разположени източните части на ниския и плосък рид Хухла. Максималната му височина в пределите на общината е връх Остър камък 347,5 m, намиращ се на 1 km източно от село Остър камък.
Южно и източно от долината на Бисерска река по границата с община Любимец е разположено ниското възвишение Градище. На 0,8 km западно от село Черна могила се намира най-високата му точка на територията на община Харманли – връх Балъктепе 322,3 m.
Крайните южни части на общината се заемат от северните склонове на източнородопския рид Гората. Югоизточно от село Орешец, там където се събират границите на трите общини – Харманли, Любимец и община Маджарово се намира най-високата точка на рида – връх Света Марина 708,6 m.
Северно от долината на Харманлийска река, землищата на селата Поляново и Преславец на територията на община Харманли се простират крайните източни части на Хасковската хълмиста област.

#### Води
От северозапад на югоизток, на протежение от около 25 – 26 km, в тясна 2 – 3 km долина протича част от долното течение на река Марица. На територията на община Харманли в нея се вливат два по-големи притока – реките:
– Харманлийска река протича през общината с най-долното си течение, като западно от град Харманли образува къс пролом и североизточно от града се влива отдясно в Марица;
– Бисерска река (46,2 km). Тя води началото си от западната част на рида Гората в община Стамболово. Югозападно от село Славяново навлиза в общината и до устието си тече в посока изток-североизток. В средното си течение носи името Голямата река, а след село Бисер – Бисерска река. Между селата Лешниково и Бисер образува красив пролом, след което навлиза в долината на река Марица, където коритото ѝ е коригирано с водозащитни диги. Влива се отдясно в Марица на 64 m н.в., на 1 km североизточно от град Любимец. Площта на водосборния ѝ басейн е 411,4 km2, което представлява 0,78% от водосборния басейн на Марица.

### Населени места
Общината се състои от 25 населени места. Списък на населените места, подредени по азбучен ред, население и площ на землищата им:
| Населено място | Пребр. на населението през 2021 г. | Площ на землището (в км2) | Забележка (старо име)         | Населено място | Пребр. на населението през 2021 г. | Площ на землището (в км2) | Забележка (старо име)            |
| Бисер          | 754                                | 28,346                    | Инджелии                      | Овчарово       | 99                                 | 35,135                    | Куланлии                         |
| Богомил        | 9                                  | -                         | Теке, в з-щето на с. Коларово | Орешец         | 188                                | 28,489                    | Козлуджа                         |
| Болярски извор | 336                                | 24,273                    | Бей бунар                     | Остър камък    | 100                                | 28,654                    | Сиври кая, Остри камък           |
| Браница        | 114                                | 37,723                    | Салихлер, Набожно             | Поляново       | 269                                | 35,746                    | Оваджик, Фердинандово, Полянково |
| Българин       | 373                                | 27,712                    | Сюлеменчево                   | Преславец      | 151                                | 11,383                    | Кьосе кьой                       |
| Върбово        | 408                                | 22,081                    | Соргунлии                     | Рогозиново     | 149                                | 27,367                    | Хасърлии                         |
| Доситеево      | 334                                | 40,152                    | Сюля кьой                     | Славяново      | 567                                | 40,008                    | Корашлии, Княз Борисово          |
| Дрипчево       | 10                                 | 38,051                    |                               | Смирненци      | 167                                | 14,743                    | Нова махла                       |
| Иваново        | 285                                | 27,793                    | Юнусча                        | Харманли       | 16003                              | 51,477                    |                                  |
| Изворово       | 194                                | 35,955                    | Бунарчево                     | Черепово       | 132                                | 39,728                    | Гюдюлери                         |
| Коларово       | 12                                 | 19,380                    | Арабаджи кьой, Коларско село  | Черна могила   | 87                                 | 24,876                    | Кара тепе                        |
| Лешниково      | 74                                 | 14,932                    | Пандъклии                     | Шишманово      | 534                                | 27,416                    | Хасобас                          |
| Надежден       | 274                                | 13,205                    | Хюсеин махле                  | ОБЩО           | 21623                              | 694,625                   | 1 населено място е без землище   |

## Административно-териториални промени
- през 1887 г. – заличено е с. Хайрединча без административен акт поради изселване;
- Указ № 796/обн. 18.08.1894 г. – преименува с. Сюля кьой на с. Доситеево;
- Указ № 370/обн. 20.07.1903 г. – преименува с. Хасобас на с. Шишманово;
- Указ № 462/обн. 21.12.1906 г. – преименува с. Инджелии на с. Бисер;

– преименува с. Теке на с. Богомил;
– преименува с. Бей бунар на с. Болярски извор;
– преименува с. Сюлеменчево на с. Българин;
– преименува с. Соргунлии на с. Върбово;
– преименува с. Юнусча на с. Иваново;
– преименува с. Бунарчево на с. Изворово;
– преименува с. Корашлии на с. Княз Борисово;
– преименува с. Арабаджи кьой на с. Коларско село;
– преименува с. Пандъклии на с. Лешниково;
– преименува с. Салихлер на с. Набожно;
– преименува с. Хюсеин махле (Хаджи Хюсеин махле) на с. Надежден;
– преименува с. Куланлии (Коюнлии) на с. Овчарово;
– преименува с. Козлуджа на с. Орешец;
– преименува с. Сиври кая на с. Остри камък;
– преименува с. Кьосе кьой-на р. Марица (Кьосе кьой-Маришко) на с. Преславец;
– преименува с. Хасърлии на с. Рогозиново;
– преименува с. Оваджик (Българско Оваджик) на с. Фердинандово;
– преименува с. Гюдюлери на с. Черепово;
– преименува с. Кара тепе на с. Черна могила;
- през 1934 г. – преименувано е с. Коларско село на с. Коларово без административен акт;
- МЗ № 9159/обн. 5 януари 1946 г. – преименува с. Княз Борисово на с. Славяново;
- МЗ № 5530/обн. 17.09.1947 г. – преименува с. Фердинандово на с. Полянково;
- Указ № 3/обн. 11 януари 1950 г. – преименува с. Нова махла на с. Смирненци;
- Указ № 129/обн. 11.04.1961 г. – преименува с. Набожно на с. Браница;
- Указ № 960/обн. 4 януари 1966 г. – уточнява името на с. Остри камък на с. Остър камък;

– осъвременява името на с. Полянково на с. Поляново.

## Население
Численост на населението според преброяванията през годините:
| Година на преброяване | Численост |
| 1934                  | 32 177    |
| 1946                  | 34 322    |
| 1956                  | 35 587    |
| 1965                  | 34 288    |
| 1975                  | 33 991    |
| 1985                  | 33 046    |
| 1992                  | 31 029    |
| 2001                  | 27 547    |
| 2011                  | 24 947    |
| 2021                  | 21 623    |

### Етнически състав
Преброяване на населението през 2011 г.
Численост и дял на етническите групи според преброяването на населението през 2011 г., по населени места (подредени по численост на населението):
| Населено място | Численост | Численост | Численост | Численост | Численост | Численост           | Численост     | Населено място | Дял (в %) | Дял (в %) | Дял (в %) | Дял (в %) | Дял (в %)           | Дял (в %)     |
| Населено място | Общо      | Българи   | Турци     | Цигани    | Други     | Не се самоопределят | Не отговорили | Населено място | Българи   | Турци     | Цигани    | Други     | Не се самоопределят | Не отговорили |
| Общо           | 24 947    | 18 393    | 2383      | 2145      | 67        | 129                 | 1830          | 100,00         | 73,72     | 9,55      | 8,59      | 0,26      | 0,51                | 7,33          |
| -------------- | --------- | --------- | --------- | --------- | --------- | ------------------- | ------------- | -------------- | --------- | --------- | --------- | --------- | ------------------- | ------------- |
| Харманли       | 18 589    | 13 941    | 1411      | 1691      | 50        | 109                 | 1387          | Харманли       | 74,99     | 7,59      | 9,09      | 0,26      | 0,58                | 7,46          |
| Бисер          | 852       | 810       | 27        | 0         |           |                     | 12            | Бисер          | 95,07     | 3,16      | 0,00      |           |                     | 1,40          |
| Богомил        | 13        | 13        | 0         | 0         | 0         | 0                   | 0             | Богомил        | 100,00    | 0,00      | 0,00      | 0,00      | 0,00                | 0,00          |
| Болярски извор | 298       | 58        | 11        | 226       |           |                     | 1             | Болярски извор | 19,46     | 3,92      | 75,83     |           |                     | 0,33          |
| Браница        | 137       | 99        | 0         | 29        |           |                     | 8             | Браница        | 72,26     | 0,00      | 21,16     |           |                     | 5,83          |
| Българин       | 404       | 296       | 78        | 18        | 0         | 0                   | 12            | Българин       | 73,26     | 19,30     | 4,45      | 0,00      | 0,00                | 2,97          |
| Върбово        | 435       | 170       | 239       | 21        |           |                     | 1             | Върбово        | 39,08     | 54,94     | 4,82      |           |                     | 0,22          |
| Доситеево      | 309       | 275       | 34        | 0         | 0         | 0                   | 0             | Доситеево      | 88,99     | 11,00     | 0,00      | 0,00      | 0,00                | 0,00          |
| Дрипчево       | 30        | 30        | 0         | 0         | 0         | 0                   | 0             | Дрипчево       | 100,00    | 0,00      | 0,00      | 0,00      | 0,00                | 0,00          |
| Иваново        | 354       |           |           |           |           |                     | 6             | Иваново        |           |           |           |           |                     | 1,69          |
| Изворово       | 267       | 208       | 6         | 51        |           |                     | 1             | Изворово       | 77,90     | 2,24      | 19,10     |           |                     | 0,37          |
| Коларово       | 18        | 18        | 0         | 0         | 0         | 0                   | 0             | Коларово       | 100,00    | 0,00      | 0,00      | 0,00      | 0,00                | 0,00          |
| Лешниково      | 110       | 110       | 0         | 0         | 0         | 0                   | 0             | Лешниково      | 100,00    | 0,00      | 0,00      | 0,00      | 0,00                | 0,00          |
| Надежден       | 239       | 74        | 163       |           | 0         |                     | 1             | Надежден       | 30,96     | 68,20     |           | 0,00      |                     | 0,41          |
| Овчарово       | 163       | 156       |           | 0         | 4         |                     | 2             | Овчарово       | 95,70     |           | 0,00      | 2,45      |                     | 1,22          |
| Орешец         | 268       | 227       | 26        | 7         |           |                     | 4             | Орешец         | 87,30     | 9,70      | 2,61      |           |                     | 1,49          |
| Остър камък    | 120       | 103       |           |           | 0         |                     | 15            | Остър камък    | 85,83     |           |           | 0,00      |                     | 12,50         |
| Поляново       | 295       | 259       | 0         | 22        | 4         | 0                   | 10            | Поляново       | 87,79     | 0,00      | 7,45      | 1,35      | 0,00                | 3,38          |
| Преславец      | 152       | 124       | 27        |           | 0         |                     | 0             | Преславец      | 81,57     | 17,76     |           | 0,00      |                     | 0,00          |
| Рогозиново     | 153       | 153       | 0         | 0         | 0         | 0                   | 0             | Рогозиново     | 100,00    | 0,00      | 0,00      | 0,00      | 0,00                | 0,00          |
| Славяново      | 731       | 513       | 70        | 23        | 0         | 7                   | 118           | Славяново      | 70,17     | 9,57      | 3,14      | 0,00      | 0,95                | 16,14         |
| Смирненци      | 191       | 175       |           |           | 0         |                     | 11            | Смирненци      | 91,62     |           |           | 0,00      |                     | 5,75          |
| Черепово       | 186       | 133       |           | 49        |           | 0                   | 1             | Черепово       | 71,50     |           | 26,34     |           | 0,00                | 0,53          |
| Черна могила   | 108       | 105       | 3         | 0         | 0         | 0                   | 0             | Черна могила   | 97,22     | 2,77      | 0,00      | 0,00      | 0,00                | 0,00          |
| Шишманово      | 525       | 25        | 255       |           | 0         |                     | 240           | Шишманово      | 4,76      | 48,57     |           | 0,00      |                     | 45,71         |

### Вероизповедания
Численост и дял на населението по вероизповедание според преброяването на населението през 2011 г.:
|                     | Численост | Дял (в %) |
| Общо                | 24 947    | 100,00    |
| Православие         | 15 572    | 62,42     |
| Католицизъм         | 70        | 0,28      |
| Протестантство      | 146       | 0,58      |
| Ислям               | 1601      | 6,41      |
| Друго               | 34        | 0,13      |
| Нямат               | 719       | 2,88      |
| Не се самоопределят | 1192      | 4,77      |
| Непоказано          | 5613      | 22,49     |

## Транспорт
През средата на общината, от северозапад на югоизток, по долината на река Марица, на протежение от 20,4 km преминава участък от трасето на жп линията София – Пловдив – Свиленград.
През общината преминават частично 9 пътя от Републиканската пътна мрежа на България с обща дължина 162 km:
- участък от 31,9 km от автомагистрала Марица (от km 54,1 до km 86,0);
- участък от 23,3 km от Републикански път I-8 (от km 324,6 до km 347,9);
- участък от 13,6 km от Републикански път II-55 (от km 153,1 до km 166,7);
- последният участък от 29,1 km от Републикански път II-76 (от km 38,1 до km 67,2);
- участък от 11,6 km от Републикански път III-505 (от km 34,7 до km 46,3);
- последният участък от 6,1 km от Републикански път III-554 (от km 64,6 до km 70,7);
- началният участък от 26,5 km от Републикански път III-808 (от km 0 до km 26,5);
- последният участък от 13,3 km от Републикански път III-809 (от km 9 до km 22,3);
- началният участък от 6,6 km от Републикански път III-7604 (от km 0 до km 6,6).

## Топографска карта
- Лист от карта K-35-64. Мащаб: 1 : 100 000.
- Лист от карта K-35-65. Мащаб: 1 : 100 000.
- Лист от карта K-35-76. Мащаб: 1 : 100 000.
- Лист от карта K-35-77. Мащаб: 1 : 100 000.